# Wadley (Georgia)
Wadley es una ciudad ubicada en el condado de Jefferson en el estado estadounidense de Georgia. En el año 2000 tenía una población de 2.088 habitantes.

## Geografía
Wadley se encuentra ubicada en las coordenadas 32°52′14″N 82°24′14″O / 32.87056, -82.40389 (32.870491, -82.403756).
Según la Oficina del Censo, la localidad tiene un área total de 11,9 km² (4,6 mi²), de la cual 11,8 km² (4,6 mi²) es tierra y 0,1 km² (0 mi²) (0.80%) es agua.

## Demografía
Según la Oficina del Censo en 2000 los ingresos medios por hogar en la localidad eran de $15,300, y los ingresos medios por familia eran $20,590. Los hombres tenían unos ingresos medios de $21,544 frente a los $16,895 para las mujeres. La renta per cápita para la localidad era de $9,369. 